# Edmond Laguerre
Edmond Nicolas Laguerre, född 9 april 1834 i Bar-le-Duc, departementet Meuse, död där 14 augusti 1886, var en fransk matematiker.
Laguerre var examinator vid École polytechnique i Paris. Redan som ung visade han den för nyare plan geometri viktiga satsen, att vinkeln mellan två linjer endast beror på ett visst dubbelförhållande. Laguerre studerade även algebraiska kurvors brännpunkter med mera. I teorin för de hela analytiska funktionerna har han infört det viktiga begreppet rang. Laguerres arbeten finns samlade i Oeuvres de Laguerre (2 band, 1897–1905). Han tilldelades Ponceletpriset av Franska vetenskapsakademien 1877 och 1878.